# Jan Kotrč
Jan Kotrč (ur. 23 sierpnia 1862 w Bielsku, zm. 17 października 1943 we Vlachovym Březí) – czeski szachista, kompozytor szachowy i publicysta.
Był twórcą pierwszego czeskiego specjalistycznego czasopisma szachowego „Šach-Mat” w 1884 oraz miesięcznika „České listy šachové” w 1896 (wspólnie z Karlem Traxlerem). W 1882 wokół niego zawiązał się klub szachowy, który spotykał się w kawiarni Jedliczka w Pradze, gdzie mieszkał. W 1899 założył pierwszą rubrykę szachową w czeskiej prasie codziennej (w „Národních listach”), przez rok samodzielnie ją prowadząc.
W 1903 Kotrč przeprowadził się do Wiednia, gdzie pracował jako dyrektor drukarni. W latach 20. i 30. wydawał czasopismo „Arbeiter Schachzeitung” (Robotnicza Gazeta Szachowa), które ma dziś dużą wartość kolekcjonerską.
Zajmował się również kompozycją szachową, reprezentując tzw. szkołę czeską.

## Publikacje
- Problemy szachowe 1884–1910 (1910, wspólnie z Karlem Traxlerem)
- Gra w szachy (1911)
- Podręcznik szachów (1920)
- Szachy (1926)
- Rozpoczęcie w nowoczesnej partii szachowej (1934)